# 아마라식
아마라식(阿摩羅識)은 산스크리트어 아말라 비즈냐나(amala-vijñāna)의 번역어로, 유식유가행파의 심식론(心識論)에서 제8아뢰야식의 청정해진 모습을 가리키는 것으로 해석되기도 하고, 제8아뢰야식과는 별도의 제9식(第九識)으로 해석되기도 한다.
모니어 윌리엄스의 《산스크리트어-영어 사전》에 따르면 산스크리트어 아말라(amala)는 다음의 뜻을 가진다.
1. 티끌 하나 없는(spotless)
2. 때 끼지 않은, 얼룩지지 않은, 흠없는(stainless)
3. 깨끗한(clean)
4. (다른 것이 섞이지 않은) 순수한, (오염되지 않은) 깨끗한 (pure)
5. 빛나는, 탁월한 (shining)
6. 수정(crystal)
7. 여신 락슈미에 속한(of the goddess Lakshmi)
8. 탯줄(umbilical cord)

아말라 비즈냐나(amala-vijñāna)는 다른 음역으로는 아말라식(阿末羅識) 또는 암마라식(菴摩羅識, 唵摩羅識, 庵摩羅識)이라고도 한다. 의역하여 무구식(無垢識) · 백정무구식(白淨無垢識) 또는 청정식(淸淨識)이라고도 하며, 진여를 하나의 식(識)이라 해석하여 '진여(眞如)라는 식(識)'의 뜻에서 진식(眞識)이라고도 하며, '부처 또는 여래가 가지는 식(識)'이라는 뜻에서 여래식(如來識)이라고도 한다.
유식유가행파는 그 분파 또는 종파의 구분없이 전5식 · 제6식 · 제7말나식 · 제8아뢰야식의 8식 각각이 별도의 체성(體性)을 가지고 존재한다는 것을 일반적으로 인정하고 있다. 하지만, 자성청정심(自性清淨心) 또는 사람의 본래면목(本來面目) 또는 '진여라는 식'으로서의 진식(眞識)이 제9식으로 8식외에 별도로 존재하는 가에 대해서는 견해가 갈리고 있다.
진제(眞諦) 계통의 섭론종(攝論宗)에서는 8식과는 별도의 체성을 가진 제9식이 존재한다고 보아, 아마라식 · 무구식 · 청정식 · 진식 등의 명칭이 모두 제9식을 가리키는 것으로 해석하며, 제9식이 곧 자성청정심이며, 본래면목이며, 진여라고 해석하였다. 지론종(地論宗)과 천태종(天台宗)에서도 이 학설을 받아들여 채택하였다. 한편, 화엄종(華嚴宗)도 이 학설을 채택하였다고 보는 현대 학자의 견해도 있다.
이에 대해 법상종(法相宗) 등의 신역가(新譯家)에서는 제8아뢰야식의 여래지(如來地) 즉 부처의 지위에서의 명칭이 아마라식 · 무구식 · 청정식 · 여래식 · 진식 등일 뿐으로, 이들은 모두 제8아뢰야식이 청정해진 모습, 즉 번뇌에 오염된 상태의 아뢰야식이 청정한 무루지인 대원경지(大圓鏡智)로 변형된 상태를 가리키는 것이라고 보았다. 그렇기 때문에 제8식과는 별도의 체성을 가진 제9식은 존재하지 않는다고 보았으며, 굳이 제9식이라는 명칭을 사용한다면 그것은 제8식의 전식득지(轉識得智)된 상태를 말하는 것일 뿐이라고 본다.

## 참고 문헌
- 곽철환 (2003). 《시공 불교사전》. 시공사 / 네이버 지식백과. |title=에 외부 링크가 있음 (도움말)
- 운허.  동국역경원 편집, 편집. 《불교 사전》. |title=에 외부 링크가 있음 (도움말)
- (영어) Sanskrit and Tamil Dictionaries. 《Cologne Digital Sanskrit Dictionaries》. Institute of Indology and Tamil Studies, Cologne University (www.sanskrit-lexicon.uni-koeln.de). |title=, |출판사=에 외부 링크가 있음 (도움말)
- (중국어) 佛門網. 《佛學辭典(불학사전)》. |title=에 외부 링크가 있음 (도움말)
- (중국어) 星雲. 《佛光大辭典(불광대사전)》 3판. |title=에 외부 링크가 있음 (도움말)